# Judo aux Jeux méditerranéens de 2018
Navigation
Édition 2013 Édition 2022
Les compétitions de judo des Jeux méditerranéens de 2018 ont lieu du 27 au 29 juin 2018 à Tarragone.

## Médaillés

### Hommes
| Catégorie       | Or                            | Argent                       | Bronze                                         |
| --------------- | ----------------------------- | ---------------------------- | ---------------------------------------------- |
| Moins de 60 kg  | Francisco Garrigós (ESP)      | Fraj Dhouibi (TUN)           | Bekir Özlü (TUR) David Starkel (SVN)           |
| Moins de 66 kg  | Manuel Lombardo (ITA)         | Alberto Gaitero (ESP)        | Imad Bassou (MAR) Andraž Jereb (SVN)           |
| Moins de 73 kg  | Akil Gjakova (KOS)            | Bilal Çiloğlu (TUR)          | Mohamed Mohyeldin (EGY) Fabio Basile (ITA)     |
| Moins de 81 kg  | Abdelaziz Ben Ammar (TUN)     | Mohamed Ahmed Abdelaal (EGY) | Alexios Ntanatsidis (GRE) Anri Egutidze (POR)  |
| Moins de 90 kg  | Nikoloz Sherazadishvili (ESP) | Nemanja Majdov (SRB)         | Nicholas Mungai (ITA) Theódoros Tselídis (GRE) |
| Moins de 100 kg | Ramadan Darwish (EGY)         | Giuliano Loporchio (ITA)     | Alexandre Iddir (FRA) Lyès Bouyacoub (ALG)     |
| Plus de 100 kg  | Žarko Ćulum (SRB)             | Vincenzo D'Arco (ITA)        | Faicel Jaballah (TUN) Ángel Parra (en) (ESP)   |

### Femmes
| Catégorie      | Or                        | Argent                   | Bronze                                        |
| -------------- | ------------------------- | ------------------------ | --------------------------------------------- |
| Moins de 48 kg | Julia Figueroa Peña (ESP) | Milica Nikolić (SRB)     | Francesca Milani (ITA) Maruša Štangar (SVN)   |
| Moins de 52 kg | Distria Krasniqi (KOS)    | Odette Giuffrida (ITA)   | Irem Korkmaz (TUR) Astride Gneto (FRA)        |
| Moins de 57 kg | Nora Gjakova (KOS)        | Miriam Boi (ITA)         | Ghofran Khelifi (TUN) Priscilla Gneto (FRA)   |
| Moins de 63 kg | Edwige Gwend (ITA)        | Mariem Bjaoui (TUN)      | Busra Katpoglu (TUR) Manon Deketer (FRA)      |
| Moins de 70 kg | María Bernabéu (ESP)      | Carola Paissoni (ITA)    | Nurcan Yılmaz (TUR) Margaux Pinot (FRA)       |
| Moins de 78 kg | Giorgia Stangherlin (ITA) | Loriana Kuka (KOS)       | Patrícia Sampaio (POR) Patricija Brolih (SVN) |
| Plus de 78 kg  | Kayra Sayit (TUR)         | Nihel Cheikhrouhou (TUN) | Julia Tolofua (FRA) Sonia Asselah (ALG)       |

## Tableau des médailles
*  Pays organisateur 
| Rang  | Nation   | Or | Argent | Bronze | Total |
| ----- | -------- | -- | ------ | ------ | ----- |
| 1     | Espagne  | 4  | 1      | 1      | 6     |
| 2     | Italie   | 3  | 5      | 3      | 11    |
| 3     | Kosovo   | 3  | 1      | 0      | 4     |
| 4     | Tunisie  | 1  | 3      | 2      | 6     |
| 5     | Serbie   | 1  | 2      | 0      | 3     |
| 6     | Turquie  | 1  | 1      | 4      | 6     |
| 7     | Égypte   | 1  | 1      | 1      | 3     |
| 8     | France   | 0  | 0      | 6      | 6     |
| 9     | Slovénie | 0  | 0      | 4      | 4     |
| 10    | Algérie  | 0  | 0      | 2      | 2     |
| 10    | Grèce    | 0  | 0      | 2      | 2     |
| 10    | Portugal | 0  | 0      | 2      | 2     |
| 13    | Maroc    | 0  | 0      | 1      | 1     |
| Total | Total    | 14 | 14     | 28     | 56    |